# Muhr am See
Muhr am See là một đô thị ở huyện Weißenburg-Gunzenhausen, bang Bayern, Đức.